# Drivspegel
Drivspegel (av tyska: treibspiegel, engelska: sabot, franska för "träsko") är en anordning som används i eldrörsvapen för att avfyra projektiler som har mindre kaliber än innerdiametern på eldröret, eller som av någon annan anledning inte kan täta ordentligt mot loppet, genom att fylla ut delen av eldrörets innerdiameter som inte nås av projektilen och sedan ta emot krutgaserna vid eldgivning för att på så sätt driva ut projektilen ur eldröret, vartefter drivspegeln lossnar från projektilen och faller till marken. Projektiler försedda med drivspegel kallas drivspegelprojektiler.

## Beskrivning
En drivspegel är traditionellt en lössittande ring som omger eller delvis omsluter en underkalibrig projektil och har samma diameter som eldrörets kaliber (innerdiameter). Denna tar emot trycket från drivladdningen när patronen avfyras och driver projektilen genom loppet. 
Drivspegeln är uppdelad i delar och hålls enbart ihop av det omliggande eldröret under avfyrning. När projektilen lämnar mynningen på eldröret går drivspegeln i bitar och faller till marken. 
Drivspegeln utför inget nyttigt arbete när projektilen väl lämnat loppet och den benämns därför ibland parasitmassa. Då syftet med drivspeglar enbart är att forsla projektilen genom eldröret är de ofta tillverkade av lätt billigt materiell som aluminium eller plast, men förr i tiden var drivspeglar i samband med avlossande av druvhagel dock gjorda av trä.
Med drivspegelprincipen kan man skjuta projektiler med 35% reducerad kaliber om projektilen är rotationsstabiliserad,  eller projektiler med över 80% reducerad kaliber om projektilen är fenstabiliserad. Till fenstabiliserade drivspegelsprojektiler som skjuts ur räfflade eldrör används en slirgördel (även kallat slirande gördel) som griper in i räfflorna men roterar fritt mot drivspegeln.

## Användning

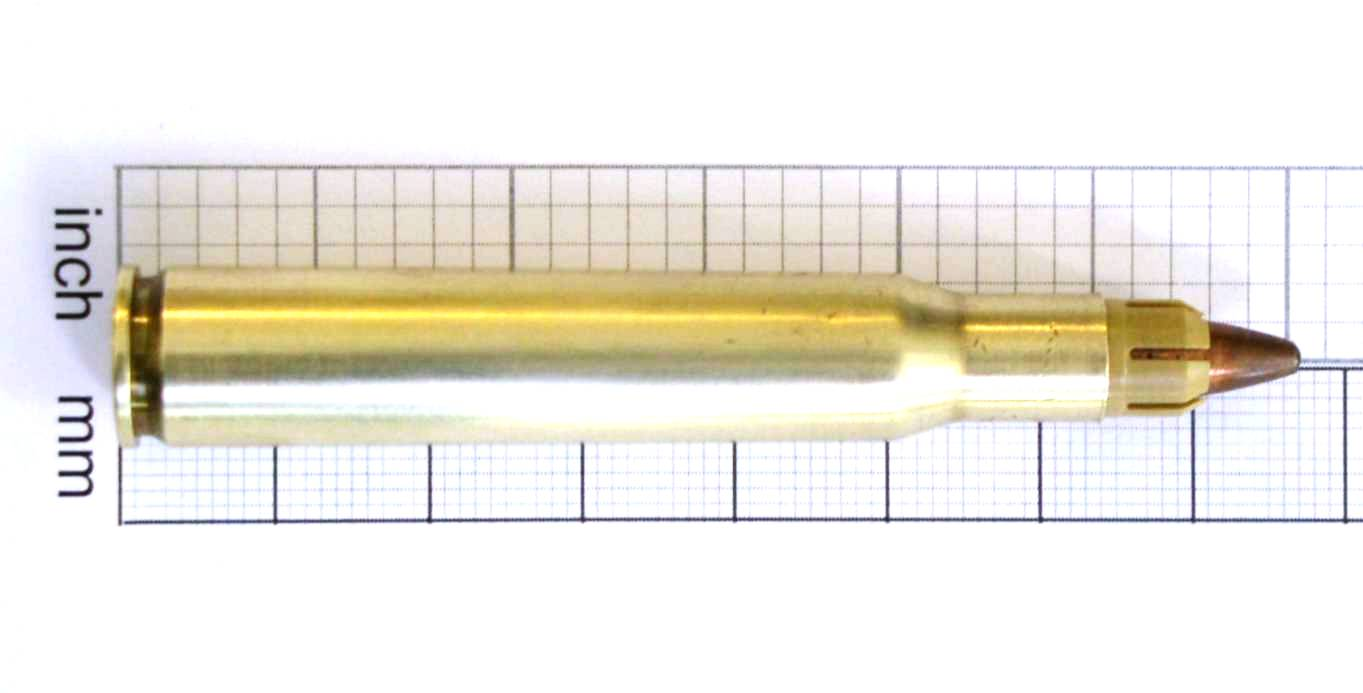
.30-06 Springfield (7,62 × 63 mm) försedd med rotationsstabiliserad drivspegelprojektil.

Användning av drivspeglar är bland annat användbart om man vill åstadkomma hög projektilhastighet, då man kan avfyra relativt små projektiler med mycket litet luftmotstånd från patroner med mycket kraftiga drivladdningar. Drivspeglar tillåter även implementering av fenor på projektilen, vilket ökar stabilitet och träffsäkerhet; men framför allt tillåter det att man kan utformade projektiler med lång längd och liten kaliber. Dessa kallas pilprojektiler (engelska "long-rod penetrators") och är uppbyggda för att penetrera pansar. Den långa längden kombinerat med den lilla kalibern gör att projektilen får mycket litet luftmotstånd, vilket ökar projektilhastighet och räckvidd, och samtidigt hög massa och vikt relativt till kalibern, vilket ökar den kinetiska energin vid anslag, vilket ökar genomslag i pansar.
Mindre kalibrar är dock svårare att implementera med fenstabiliserade drivspegelprojektiler, delvis på grund av kostnad. Därför brukar fenstabilisering mest användas i grövre kalibrar.

## Militärhistoria

### Andra världskriget

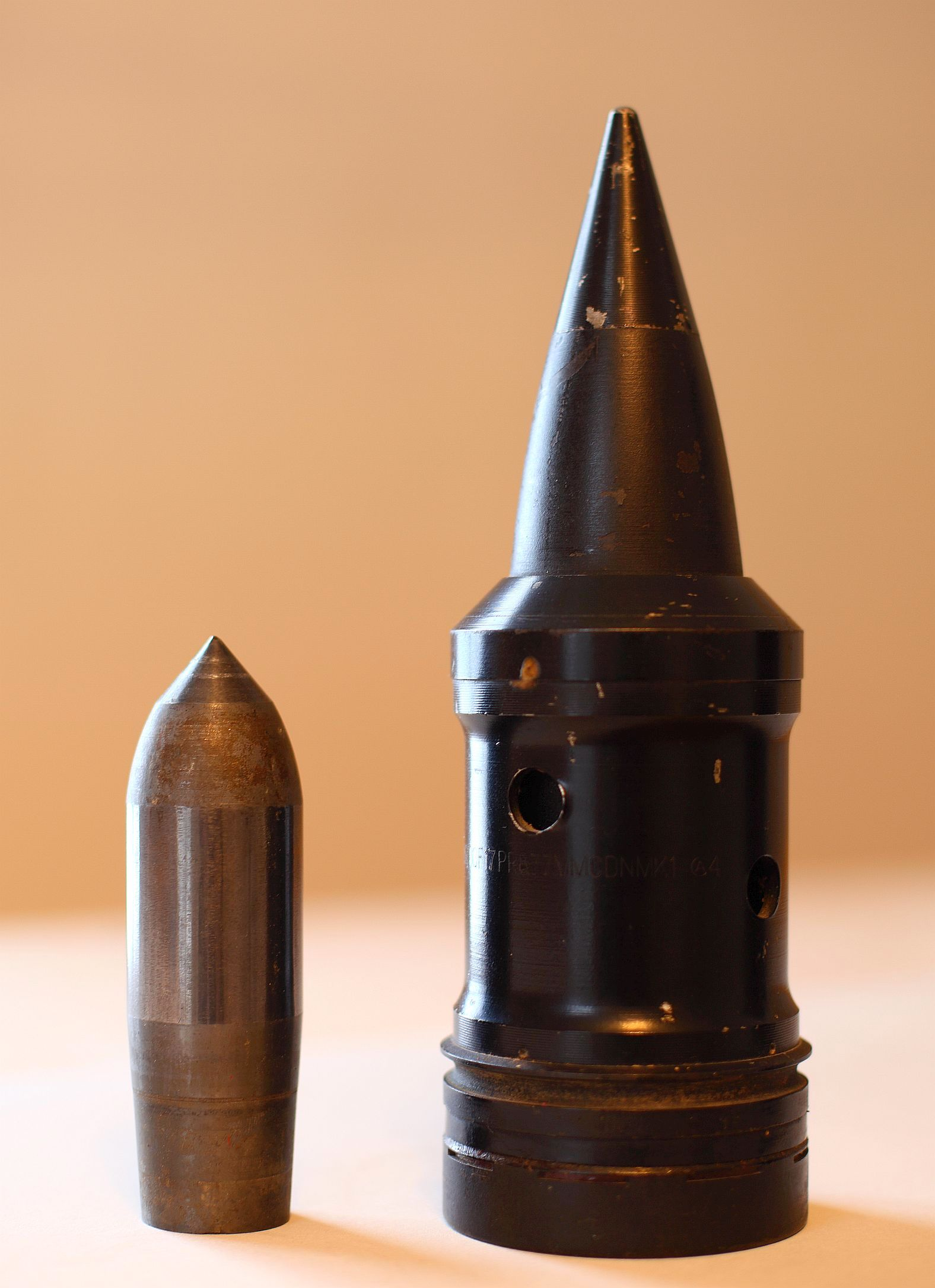
Underkalibrig kärnprojektil med drivspegel (höger) och dess inre volframkärna (vänster) till en brittisk 76,2 mm QF 17-pounder pansarvärnskanon från andra världskriget.

Drivspeglar inom pansarvärn uppfanns under andra världskriget i Frankrike precis innan Nazitysklands invasion. På grund av invasionen flydde konceptets skapare till Storbritannien och ledde utvecklingen därifrån. Storbritannien kom därefter att leda utvecklingen av drivspegelammunition under kriget och kom att introducera drivspegelprojektiler till bland annat de brittiska kanonerna 57 mm QF 6-pounder och 76,2 mm QF 17-pounder. Även Nazityskland påbörjade utveckling av drivspegelammunition men på grund av krigets slutskede kom ingen sådan ammunition att masstillverkas.

### Efterkrigstiden
Efter kriget kom flera länder att utveckla drivspegelammunition för pansarvärn, bland annat Sverige  och Sovjetunionen, men även Frankrike.

#### Sverige

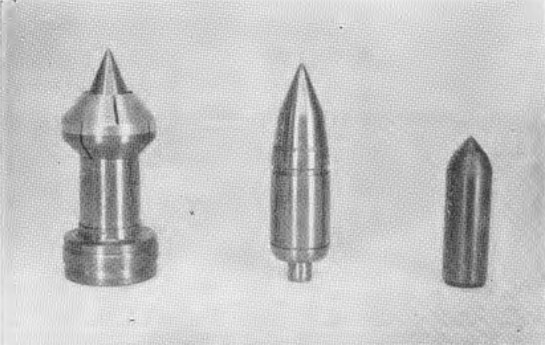
37/24 mm spårljuspansarprojektil m/49 (37/24 mm slpprj m/49), med drivspegel (vänster), utan drivspegel (center), enbart som volframkärna (höger)

I Sverige leddes utvecklingen av drivspegelprojektiler bland annat av en ingenjör vid namn Sven Philip som ska ha patenterat en så kallad stödring någon gång under slutet av 1940-talet.
Vid slutet av 1940-talet anskaffade svenska armén flera typer av svenskkonstruerade drivspegelprojektiler till flera typer av kanoner.
- Till 37 mm kanonerna pvkan m/34, pvkan m/38, pvkan m/39-43, och pvkan m/40-43 anskaffades projektilen 37/24 mm spårljuspansarprojektil m/49.[9]
- Till 57 mm kanonen pvkan m/43 anskaffades projektilen 57/37 mm spårljuspansarprojektil m/49.[9]
- Till 75 mm kanonerna lvkan m/27-30, lvkan m/36, lvkan m/37, pvkan m/43 och kan strv 74 anskaffades projektilen 75/50 mm spårljuspansarprojektil m/49.[9]

Sverige var även tidiga med att utveckla pilprojektiler. Under utvecklingen av stridsvagnsprojektet Emil planerade man ett beväpningsalternativ bestående av en slätborrad 15 cm kanon som skulle skjuta 11 cm pilprojektiler med riktad sprängverkan. Denna projektilutformning skiljer stort från klassiska pilprojektiler. Eftersom pilen var försedd med stridshuvud behövde den ha mycket stor kaliber i jämförelse med eldrörets innerdiameter för att ge effektiv verkan. Till utseende efterliknar den en vinggranat till en granatkastare mer än en pilprojektil till en stridsvagnskanon. Trots detta benämndes den som pilprojektil av Kungliga Armé Förvaltningens Tygdepartement (KAFT).

### Kalla kriget
De ursprungliga drivspegelprojektilerna var primärt rotationsstabiliserade som vanliga fullkalibriga projektiler men mot slutet av 1950-talet började bland annat Sovjetunionen och USA att utveckla drivspegelprojektiler med fenstabilisering, så kallade pilprojektiler. Pilprojektiler var egentligen inget nytt koncept, både Nazityskland och Sverige hade experimenterat med konceptet tidigare, men det var först på slutet av 1950-talet som pilprojektiler först började att utvecklas på riktigt. En anledning att pilprojektiler inte introducerades tidigare var på grund av de kanontyper som användes. Traditionellt är eldrörsvapen räfflade för att stabilisera projektiler genom rotation. Pilprojektiler behöver inte stabiliseras genom rotation på grund av dess fenstabilisering och går sönder om de roterar i de rotationshastigheter som räffling ger. För att lösa detta behövde man utveckla nya slätborrade kanoner som var kapable att skjuta pilprojektiler. 
Sovjetunionen utvecklade en 115 mm slätborrad kanon benämnd U-5TS, vilken togs i bruk på stridsvagnen T-62 under början av 1960-talet.
USA utvecklade en 90 mm och en 105 mm slätborrad kanon benämnd T208 och T210 respektive som kom att utvärderas på försöksstridsvagnen Medium Tank T95. Projektet kom ingen vart dock och avslutades redan 1959. Först på 1970-talet utvecklade USA en pilprojektil som kom att masstillverkas. Denna projektil, betecknad M735, var dock försedd med slirgördlar till sin drivspegel och kunde skjutas från räfflade eldrör, något som tidigare inte hade gjorts.
Efter introduktionen av slirgördlar kom pilprojektiler snabbt att bli standardutformningen för drivspegelprojektiler till stridsvagnskanoner eftersom man då kunde producera modern pilammunition till äldre räfflade kanoner. Pilprojektiler är än idag den mest vanliga typen av pansarvärnsammunition för stridsvagnskanoner.

## Förladdning

Animation som visar funktionen av en förladdning i en granatkartesch.

I hagelvapen (kartescher och granatkartescher inräknat) och svartkrutsvapen förekommer ofta en enklare form av drivspegel som kallas förladdning. Denna består av en platt disk i samma kaliber som eldröret som ligger emellan drivladdningen och projektilerna/projektilen. Vid eldgivning tar förladdningen emot trycket från drivladdningen och driver ut projektilerna/projektilen ur eldröret (eller projektilkroppen när det gäller kartescher).